# Никола Бижев
Никола Иванов Бижев е български революционер, деец на Вътрешната македоно-одринска революционна организация.

## Биография
Никола Бижев е роден в демирхисарското село Крушево, тогава в Османската империя. Негов брат е революционерът Илия Бижев. В 1897 година влиза във ВМОРО, привлечен от Гоце Делчев. Участва в Илинденско-Преображенското въстание с четата на Илия Кърчовалията. След въстанието е избран за член на Демирхисарския околийски революционен комитет.
Умира през февруари 1905 година в Демирхисарско.